# Hof van Lombeek
't Hof van Lombeek is een oude, ruime gesloten hoeve aan de Lindenstraat nr. 4 in Sint-Katherina-Lombeek, een deelgemeente van Ternat in de Belgische provincie Vlaams-Brabant.

## Geschiedenis

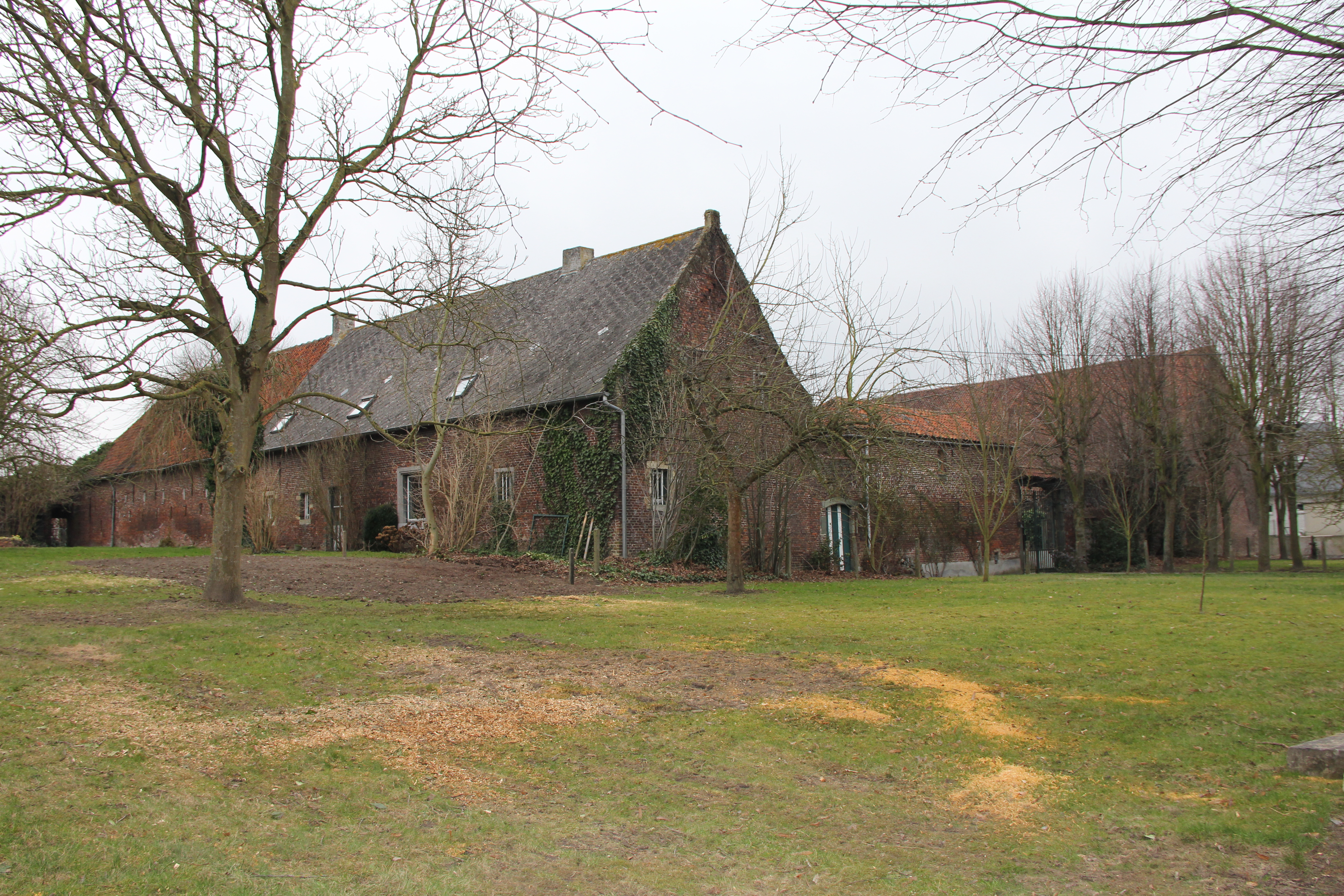
Hof te Lombeek

De hoeve 't Hof van Lombeek dateert uit de 18e en de 19e eeuw. De hoeve draagt het jaartal 1779, maar dat is allicht het jaar van een verbouwing, want de bebouwde site heeft een oudere oorsprong. De site kent immers een lange voorgeschiedenis als verblijfplaats van de heren van Lombeek. In de diverse commentaren bij en plannen over de site is er nu eens sprake van de Villa de Lombeke, Hof te Heyden, Hof te Ronkenburg en (onder meer in het kadaster) Hof van Lombeek. Er zou vroeger zelfs een 'casteelken' hebben gestaan. dat zou in de 17e eeuw hebben toebehoord aan ene Marcus-Emmanuel Bourgeois. Het 'casteelken' was al afgebroken in 1753 Het is het hof dat bij het 'casteelken' hoorde dat is blijven bestaan. De hoeve behoorde in 1811 toe aan M. Boot, heer van Velthem en Lombeek, en in 1847 aan Jules de Spoelbergh. In 1932 werd het via nalatenschap eigendom van Philippe de Cauwer die het in 1936 verkocht aan Franciscus Rits. Na diens overlijden werd het eigendom van het echtpaar Baeyens-Boelens. Begin 2023 werd het weerom te koop gesteld.

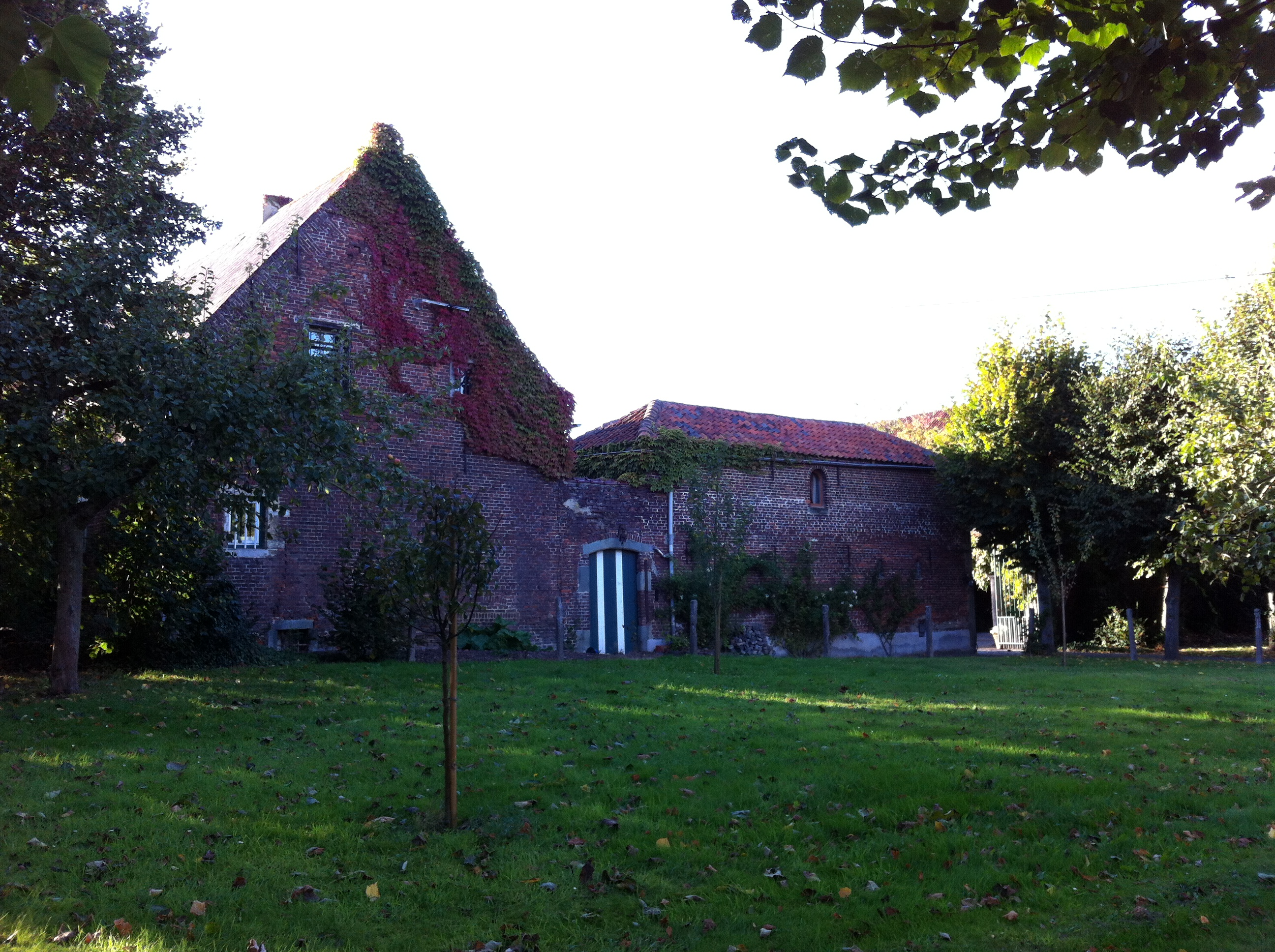
't Hof van Lombeek

De hoeve was in 1753 in pacht bij Martinus Claes en in 1767 bij Adriaan Moens. Daaraan dankt de hoeve de volkse benaming 't Hof te Moensjes. Navolgende pachters waren Henri Moens, Luyckx, Louis Rits en Roger Rits. Het Hof van Lombeek werd erkend als bouwkundig erfgoed op 8 oktober 2021.